# Сад Афіф Абад
Сад Афіф Абад (перс. باغ عفیف آباد), спочатку Сад ґольшан (перс. باغ گلشن) — музейний комплекс в Ширазі, Іран.
Комплекс побудовано 1863 року в багатому районі Шираза під назвою Афіф Абад. Він містить колишній королівський маєток, історичний  музей зброї і перський сад. Всі вони відкриті для громадськості й під номером 913 внесені до списку національної спадщини.

## Історія
Сад Афіф Абад має площу 127000 кв.м. і є одним з найстаріших і найкрасивіших садів у Ширазі.
За династії Сафавідів, його використовували як королівський палац.
Теперішню головну будівлю побудував Мірза Алі-Магомет-Хан Кавам II в 1863 році. Він купив підземний водопровід, що був поблизу, щоб поливати свій сад. Після його смерті, сад зрештою успадкував Афіф. Таким чином його називають "Афіф Абад".
1962 року будівлю відреставрували військові. Нині в ній розміщений музей зброї.

## Архітектура
Чотири колони спереду порталу фасаду зроблені за зразком колон у Персеполісі. 

## Музей зброї
Музей містить колекцію холодної та вогнепальної зброї, автоматів і напівавтоматів, різноманітних мечів, щитів, списів, шоломів, дульнозарядних рушниць, рушниць для полювання, пістолетів і кулеметів. Серед особливо цінних експонатів можна відзначити особисту зброю Фатх Алі Шаха, Насер ед-Дін Шаха, Мозафер ед-Дін Шаха, Рези шаха Пахлаві, Мохаммеда Рези Пахлаві тощо.

## Галерея

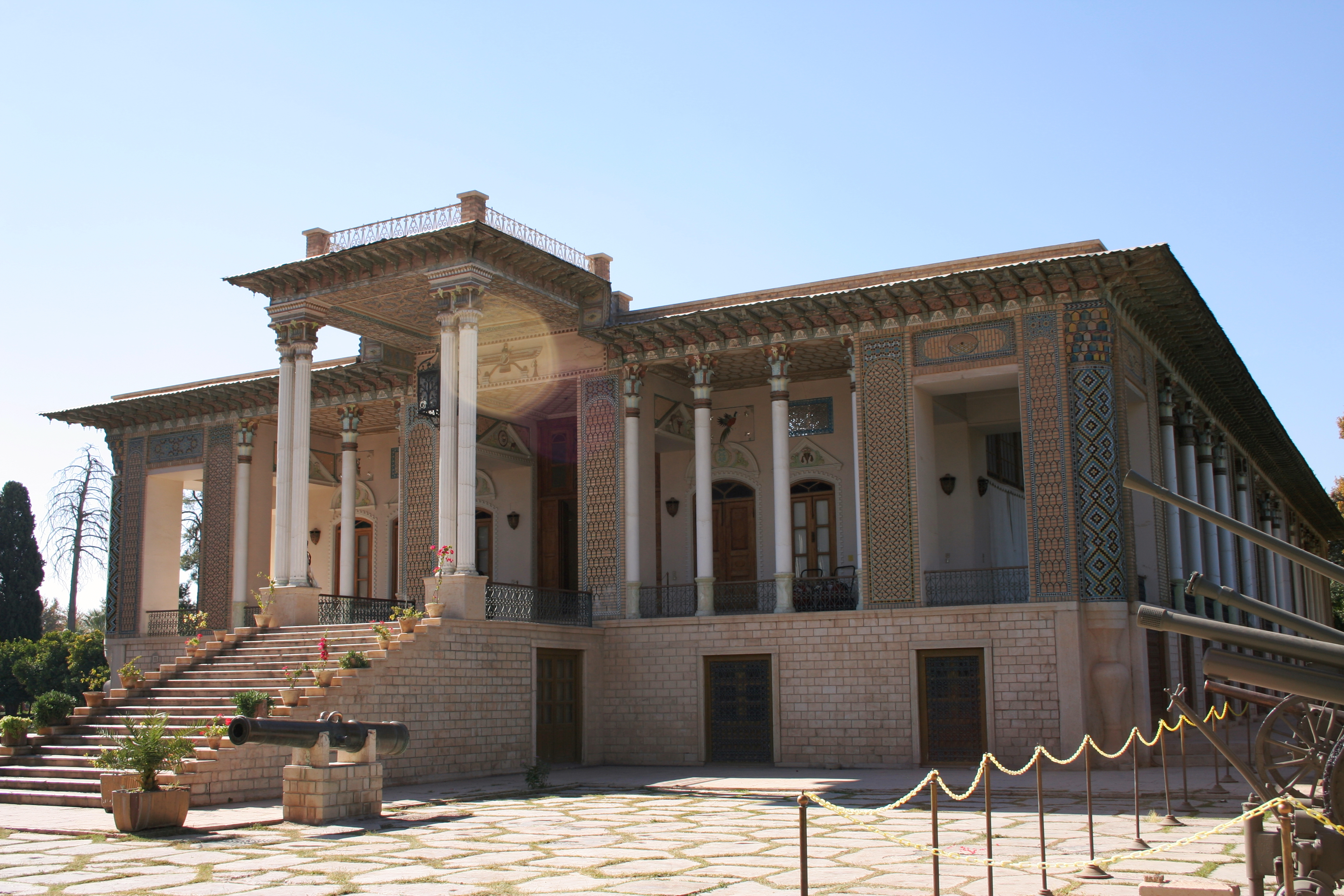
Інший вигляд палацу
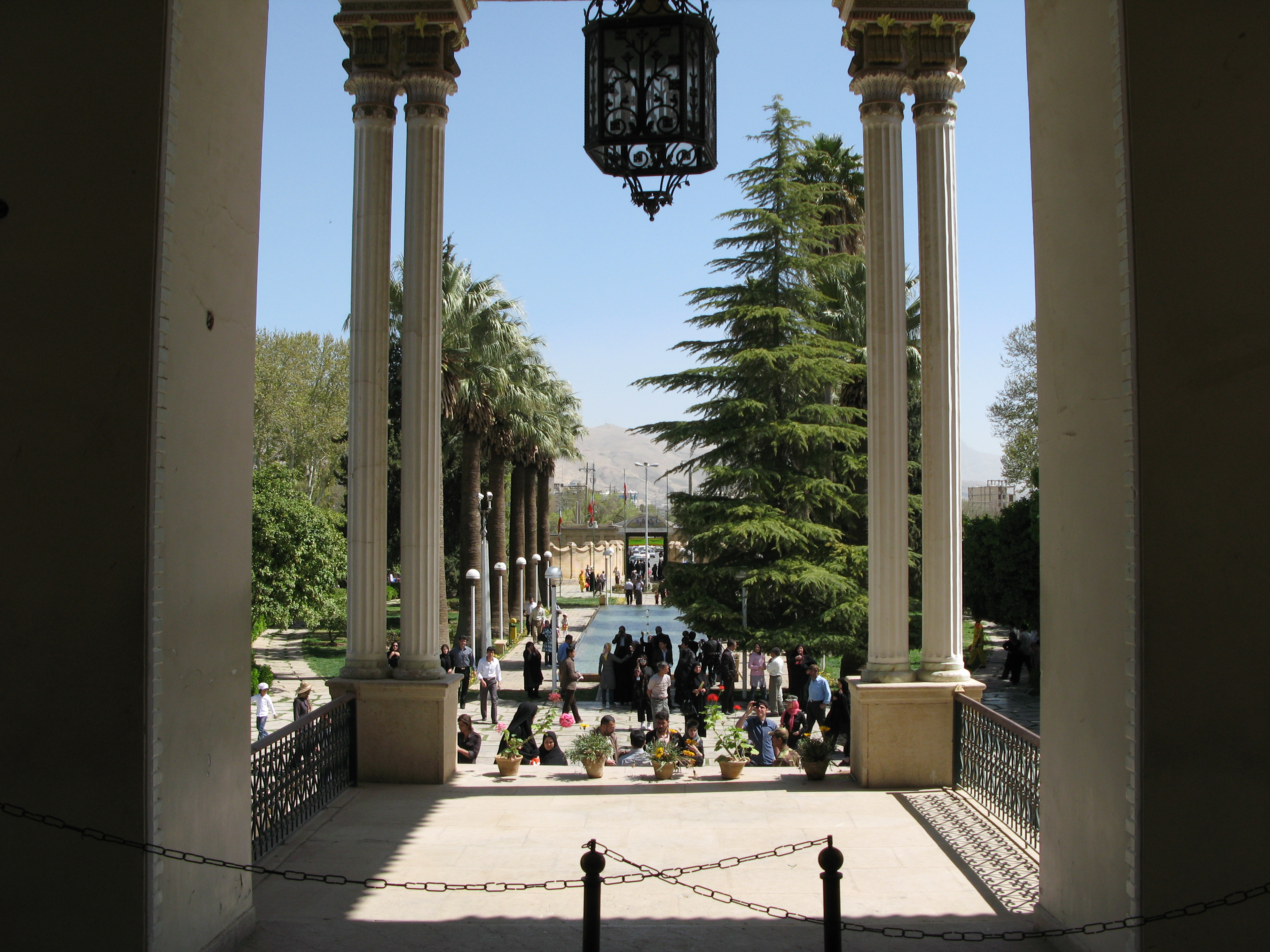
Вигляд від входу
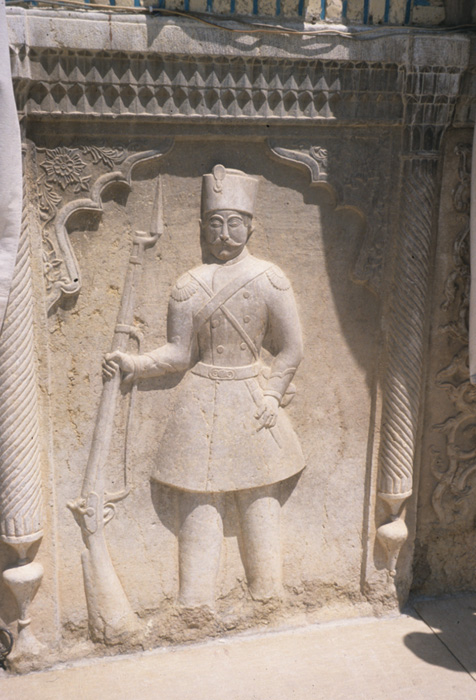
Рельєф із каджарським солдатом на одній зі стін маєтку
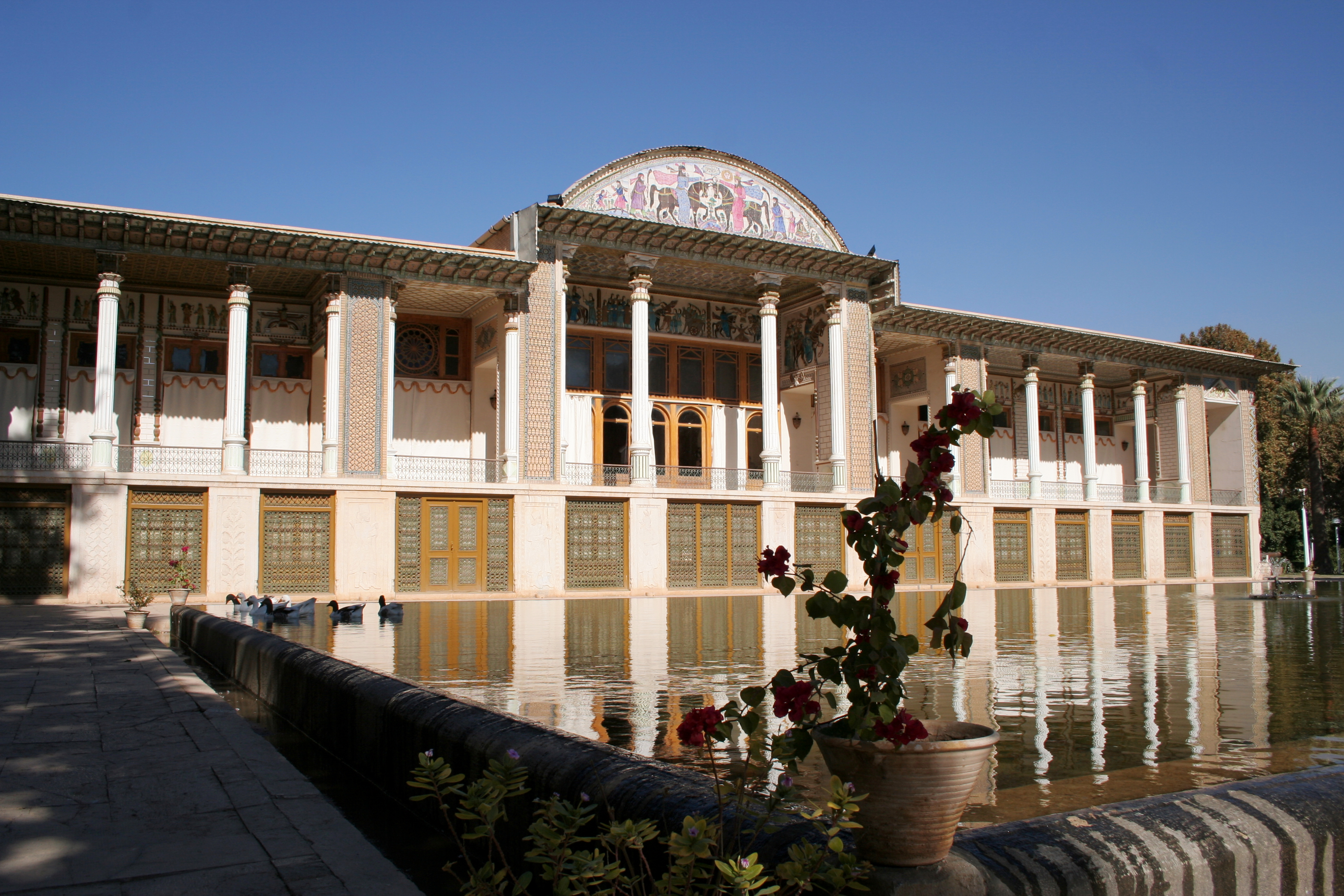
Вигляд на сад і маєток
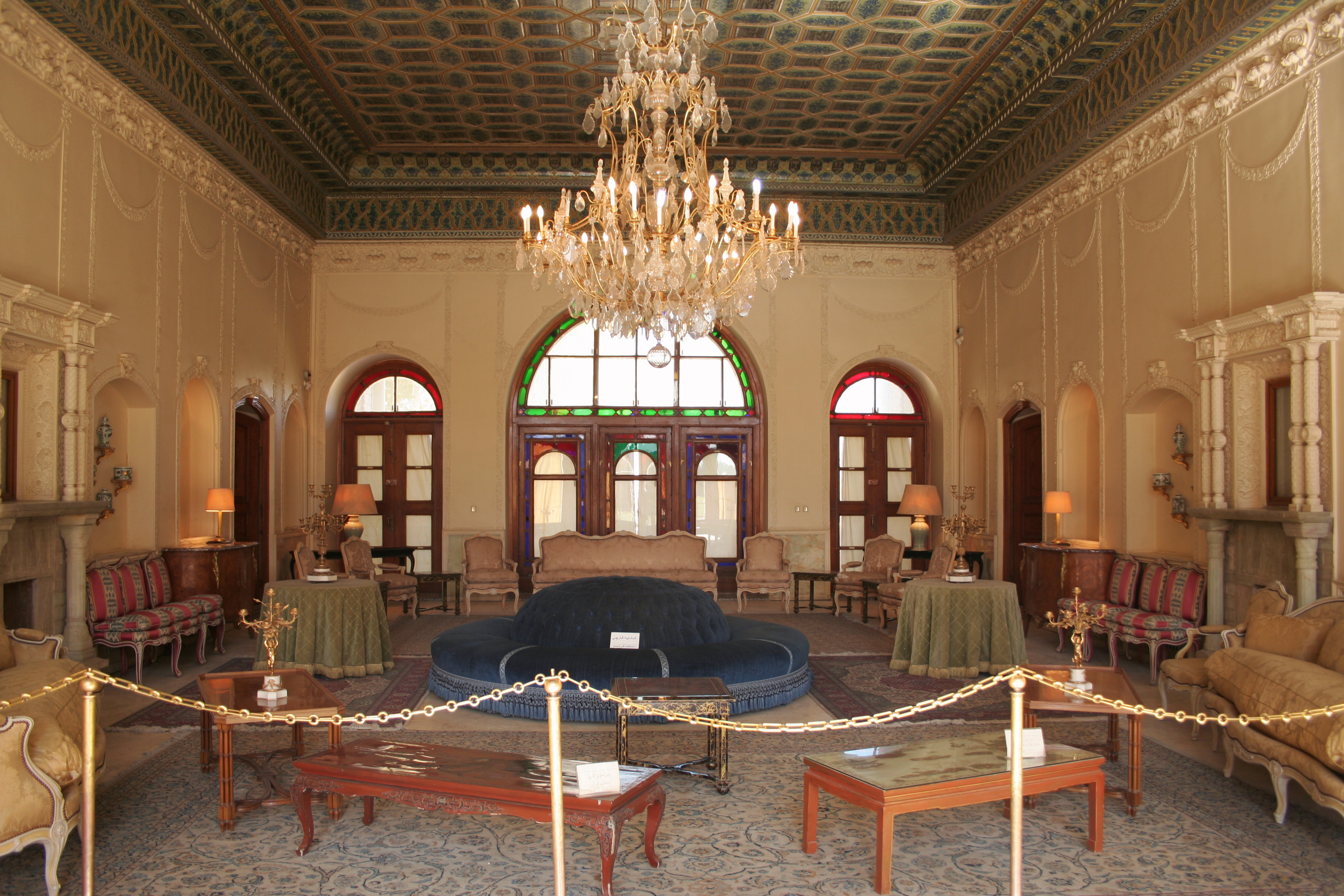
Хол палацу